# 汤姆·斯科特
汤姆·斯科特（英語：Tom Scott）为一位音频工程师。他赢得了2次奥斯卡最佳音响效果奖。自1985年至1992年，斯科特担任天行者音效总工程师。

## 精选影视作品
- 太空先锋 (1983)[2]
- 莫扎特传 (1984)[3]